# Thaumatocypris
Thaumatocypris is een geslacht van kreeftachtigen uit de klasse van de Ostracoda (mosselkreeftjes).

## Soorten
- Thaumatocypris echinata Mueller, 1906
- Thaumatocypris rudjakovi Kornicker, 2004